# Zaburzenia automatyzmu i przewodzenia
Zaburzenia automatyzmu i przewodzenia (zaburzenia funkcji węzła zatokowego i zaburzenia przewodzenia przedsionkowo–komorowego, bradyarytmie) – nieprawidłowości powstawania lub przewodzenia impulsów występujące na różnych poziomach układu bodźcotwórczo-przewodzącego serca powodujące zaburzenia rytmu serca z wolną akcją komór.
Zaburzenia te mogą mieć postać dysfunkcji węzła zatokowego, bloku przewodnictwa przedsionkowo-komorowego lub też bloku śródkomorowego i mogą być jednopoziomowe lub wielopoziomowe, ostre lub przewlekłe oraz stałe lub okresowe.

## Elektrofizjologia
W warunkach prawidłowych komórki układu bodźcotwórczo-przewodzącego serca mają naturalną zdolność do spontanicznej depolaryzacji co prowadzi do wyzwolenia impulsu, który następnie jest przewodzony z większą szybkością wzdłuż włókien tego układu niż poprzecznie, zapewniając zsynchronizowane przewodzenie każdego bodźca zatokowego z przedsionków do komór. Po przewiedzeniu impulsu powrót pobudliwości następuje po zakończeniu potencjału czynnościowego.
Zaburzenia rytmu serca z wolną akcją komór są wynikiem nieprawidłowości automatyzmu (powstawania impulsu) lub przewodzenia impulsu, które mogą być spowodowane stanami chorobowymi bądź lekami.

## Zaburzenia automatyzmu i przewodzenia
- Dysfunkcja węzła zatokowego
  - Zespół chorego węzła zatokowo-przedsionkowego
  - Zespół tachykardia–bradykardia
- Blok przewodnictwa przedsionkowo-komorowego
  - Blok przedsionkowo–komorowy pierwszego stopnia
  - Blok przedsionkowo–komorowy drugiego stopnia
    - Blok zatokowo-przedsionkowy drugiego stopnia typu Mobitz I (Weckenbacha)
    - Blok zatokowo-przedsionkowy drugiego stopnia typu Mobitz II

  - Blok przedsionkowo–komorowy trzeciego stopnia
- Blok śródkomorowy
  - Blok lewej odnogi pęczka Hisa
    - Blok przedniej wiązki lewej odnogi pęczka Hisa
    - Blok tylnej wiązki lewej odnogi pęczka Hisa

  - Blok prawej odnogi pęczka Hisa
  - Blok dwuwiązkowy
    - Blok prawej odnogi pęczka Hisa z blokiem przedniej wiązki lewej odnogi pęczka Hisa
    - Blok prawej odnogi pęczka Hisa z blokiem tylnej wiązki lewej odnogi pęczka Hisa
    - Izolowany blok lewej odnogi pęczka Hisa

  - Blok trójwiązkowy
    - Blok prawej odnogi pęczka Hisa z blokiem przedniej wiązki lewej odnogi pęczka Hisa i blokiem tylnej wiązki lewej odnogi pęczka Hisa
    - Blok dwuwiązkowy z blokiem przedsionkowo–komorowym pierwszego stopnia

## Klasyfikacja ICD10
| kod ICD10     | nazwa choroby                                                                |
| ------------- | ---------------------------------------------------------------------------- |
| ICD-10: I44   | Blok przedsionkowo-komorowy i lewej odnogi pęczka Hisa                       |
| ICD-10: I44.0 | Blok przedsionkowo-komorowy pierwszego stopnia                               |
| ICD-10: I44.1 | Blok przedsionkowo-komorowy drugiego stopnia                                 |
| ICD-10: I44.2 | Blok przedsionkowo-komorowy zupełny                                          |
| ICD-10: I44.3 | Inne i nieokreślone bloki przedsionkowo-komorowe                             |
| ICD-10: I44.5 | Blok tylnej gałęzi lewej odnogi                                              |
| ICD-10: I44.6 | Inny i nieokreślony blok gałęzi                                              |
| ICD-10: I44.7 | Blok lewej odnogi pęczka przedsionkowo-komorowego Hisa, nieokreślony         |
| ICD-10: I45   | Inne zaburzenia przewodnictwa                                                |
| ICD-10: I45.0 | Blok prawej odnogi                                                           |
| ICD-10: I45.1 | Inne i nieokreślone bloki prawej odnogi pęczka przedsionkowo-komorowego Hisa |
| ICD-10: I45.2 | Blok dwugałęziowy                                                            |
| ICD-10: I45.3 | Blok trójgałęziowy                                                           |
| ICD-10: I45.4 | Nieokreślony blok wewnątrzkomorowy                                           |
| ICD-10: I45.5 | Inny określony blok serca                                                    |
| ICD-10: I45.8 | Inne określone zaburzenia przewodnictwa                                      |
| ICD-10: I45.9 | Zaburzenie przewodnictwa, nieokreślone                                       |
| ICD-10: I49   | Inne zaburzenia rytmu serca                                                  |
| ICD-10: I49.5 | Zespół chorej zatoki                                                         |